# Martín Correa Prieto

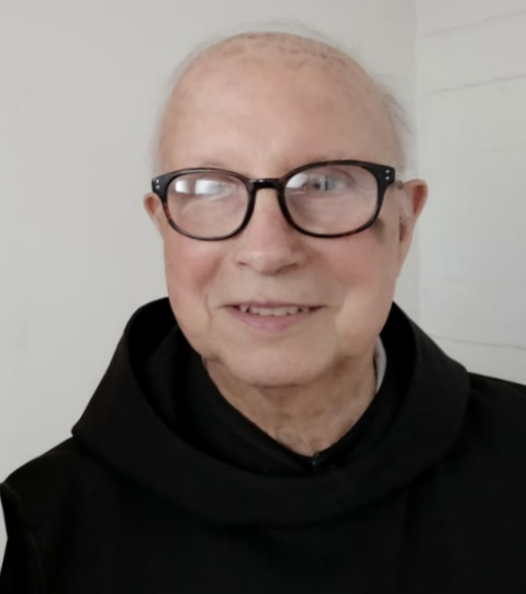
Una foto del hermano benedictino Martín Correa en noviembre de 2020.

Martín Correa Prieto (n. Santiago, 1928) es un licenciado en arquitectura chileno, autor del Monasterio Benedictino de la Santísima Trinidad de Las Condes.

### Estudios
Estudió arquitectura en la Escuela de Arquitectura de la Pontificia Universidad Católica de Chile, obteniendo su licenciatura en 1952. De forma voluntaria, decide no obtener su título de arquitecto «para ingresar a la vida monástica». Recibe cierta influencia de Alberto Cruz Covarrubias, quien impartía la cátedra de Plástica.